# 民主镇 (重庆市)
民主乡，是中华人民共和国重庆市南川区下辖的一个乡镇级行政单位。

## 行政区划
民主乡下辖以下地区：
狮子村、朝龙村、民主村、白羊村和文福村。